# Gökhan Gönül
Gökhan Gönül (ur. 7 stycznia 1985 w Samsunie) – turecki piłkarz występujący na pozycji obrońcy. Obecnie gra w Beşiktaşu JK.

## Kariera klubowa
Gökhan Gönül zawodową karierę rozpoczynał w 2004 roku w Gençlerbirliği SK. Nie rozegrał tam jednak ani jednego meczu i jeszcze w tym samym roku został wypożyczony do Hacettepe SK. W nowym zespole Gönül grywał regularnie i wystąpił łącznie w 93 ligowych spotkaniach. Z Hacettepe przebył drogę z czwartej do drugiej ligi.
W lipcu 2007 roku turecki piłkarz podpisał 4-letni kontrakt z mistrzem kraju – Fenerbahçe SK. W jego barwach zadebiutował 18 sierpnia tego samego roku w wygranym 2:1 pojedynku przeciwko Gaziantepspor. W debiutanckim sezonie w drużynie Fenerbahçe Gönül wywalczył tytuł wicemistrza Turcji. Rozegrał 24 mecze w lidze, zadebiutował także w rozgrywkach Ligi Mistrzów, gdzie Fenerbahçe zostało wyeliminowane w ćwierćfinale.
W 2016 roku odszedł do Beşiktaşu JK.

## Kariera reprezentacyjna
W reprezentacji Turcji Gönül zadebiutował 17 listopada 2007 roku w wygranym 2:1 meczu przeciwko Norwegii, kiedy to już w piętnastej minucie zmienił İbrahima Kaşa. W maju 2008 roku Fatih Terim powołał go do szerokiej, 26-osobowej kadry Turcji na mistrzostwa Europy. 25 maja poinformowano, że Gönül z powodu kontuzji prawej stopy nie będzie mógł wziąć udziału w turnieju.